# Furo do Tajapuru
Furo do Tajapuru är en flodgren i Brasilien.   Den ligger i delstaten Pará, i den nordöstra delen av landet, 1 600 km norr om huvudstaden Brasília.
I omgivningarna runt Furo do Tajapuru växer i huvudsak städsegrön lövskog.